# Сафоновка (Дуванський район)
Сафо́новка (рос. Сафоновка, башк. Сафоновка) — село у складі Дуванського району Башкортостану, Росія. Входить до складу Дуванської сільської ради.
Населення — 42 особи (2010; 68 у 2002).
Національний склад:
- росіяни — 99 %